# Thrixspermum walkeri
Thrixspermum walkeri là một loài thực vật có hoa trong họ Lan. Loài này được Seidenf. & Ormerod miêu tả khoa học đầu tiên năm 1995.